# Karin Medin
Karin Inga Maria Medin, en period Törnblom, född 2 juni 1967 i Badelunda församling i Västerås, är en svensk före detta friidrottare (medeldistanslöpare) som tävlade för klubben Solna FK.

## Personliga rekord
- 1 500 meter - 4.09,51 (Karlskrona 23 juli 1991)